# Гладківщина (селище)
Гла́дківщина —  селище в Україні, у Золотоніському районі Черкаської області, входить до складу Піщанської сільської громади. Населення — 148 чоловік.

## Історія
На території  селища Гла́дківщина у 1869 році був хутір Красовського, старі люди розповідають що до війні на місці селища стояла хата обхідник і його фамілія була Красовський.